# Ryū-te
El ryū-te (琉 手, "flux de la mà" o "mà de Ryukyu") és un estil de karate fundat per Seiyu Oyata el 1900.

## Kata
Llista de kates de l'escola ryū-te.
- Naihanchi Shodan
- Naihanchi Nidan
- Naihanchi Sandan
- Tomari Seisan
- Pinan Shodan
- Pinan Nidan
- Pinan Sandan
- Pinan Yondan
- Pinan Godan
- Passai
- Kusanku
- Niseishi
- Shi Ho Happo no Te

## Armes
El ryū-te incorpora armes com en el kobudo. Les armes que inclouen són chizikunbo, tambotanbo, tonfa, nunchaku, kama, jojo, bobo, nunte bo, eku, sai i manji sai.